# Leoš Růžička

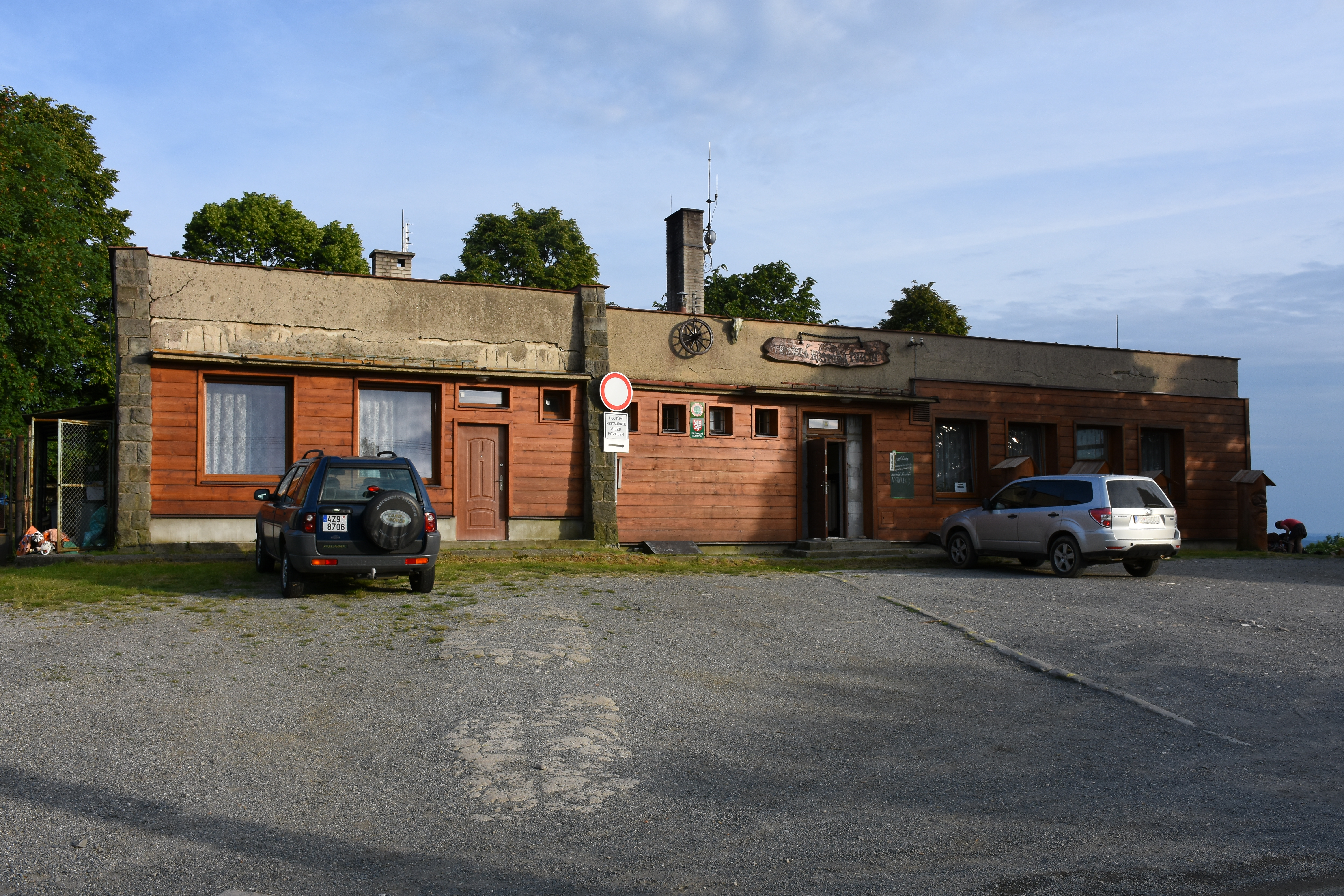
Western Saloon U Willyho (stav v roce 2016)

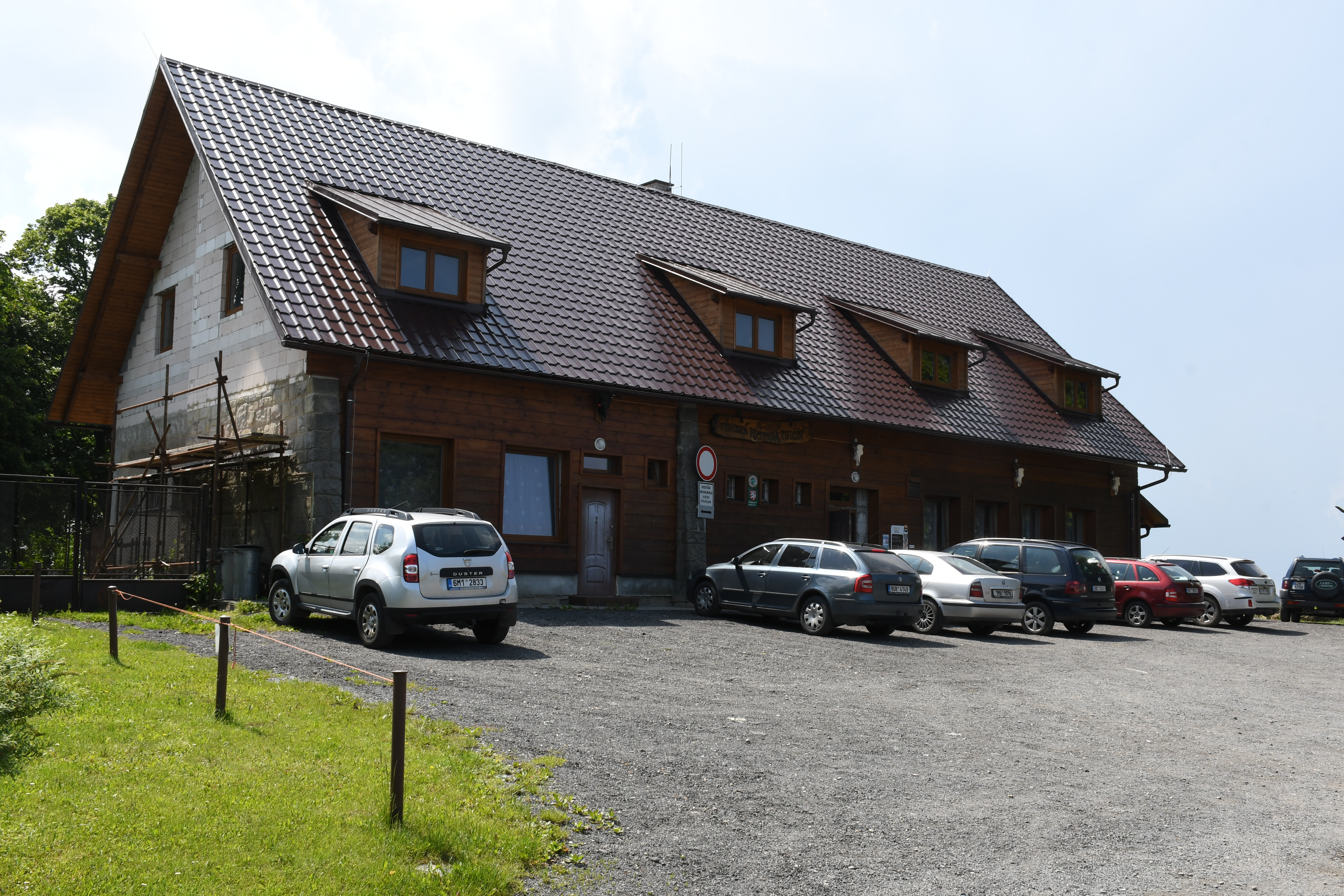
Western Saloon U Willyho (stav v roce 2020)

Leoš Růžička, zvaný Willi, Willy, Wilda apod. (* 19. dubna 1956), je český tramp a hostinský v Pulčíně na Valašsku.

## Život
Pracoval ve vsetínském pivovaru a kolem roku 1992 odtud odešel a otevřel si hospodu v Pulčíně na dosah od Pulčínských skal, kam jezdíval od roku 1970 trampovat. Po roce nájmu hospodu v roce 1993 koupil. Hospoda v čp. 25, zvaná Western Saloon U Willyho či Trampská hospoda Pulčín, je místem setkávání turistů, trampů z okolí i místních obyvatel, u hospody na louce vyzdobené totemem a vyřezávanými napodobeninami valašských klátů je ohniště a konají se zde různé společenské události, např. slet čarodějek. V interiéru podniku je trampská výzdoba a je zde vystaven i starý kočár, který vyrobil Růžičkův dědeček. V kuchyni vaří Růžičkův syn Lukáš. Růžička si dle svých slov od otevření hospody nevybral ani den dovolené.
Leoš Růžička je šerifem trampské osady Teritorium Vsacký Cáb, která byla založena v roce 1981. Dle slov trampa Jaroslava Krause, šerifa nejvýznamnější osady na Vsetínsku Hawai, jsou Růžička s manželkou poslední žijící členové Teritoria Vsacký Cáb.
V zimě dobrovolnicky upravuje cesty pro běžkaře. V zimě v roce 1994 objevil v Pulčínských skalách v kaňonu Ancona barevné ledopády.